# Nippon Steel & Sumikin SG Wire
Nippon Steel & Sumikin SG Wire Co., Ltd.  (日鉄住金SGワイヤ株式会社, にってつすみきんエスジー ワイヤかぶしきがいしゃ, Nittetsu Sumikin SG Waiya Kabushiki-gaisha, förkortas NSSG) är en japansk ståltrådstillverkare. Företaget är också ägare till  Suzuki Garphyttan AB. NSSG är i sig helägt av Nippon Steel & Sumitomo Metal Corporation.
NSSG:s produkter används huvudsakligen för tillverkning av olika sorters fjädrar samt pianotråd. Huvudprodukterna är pianotråd, OT-tråd, PC-tråd samt EDM-tråd. NSSG kan tillverka trådar från 0,016 mm upp till 14,00 mm. Företaget tillverkar även formad tråd samt tråd med beläggning.
Nippon Steel & Sumikin SG Wire har sitt huvudkontor i Chiyoda-ku, Tokyo, Japan. Produktionen ligger i Narashino, Japan, men via dotterbolag finns även produktion i Hokkaido (Japan), Thailand, Kina, Sverige, USA, Mexiko och Storbritannien.
2009 förvärvade NSSG det svenska företaget Suzuki Garphyttan AB (dåvarande Garphyttan Wire) från Haldex AB. I och med förvärvet bytte Suzuki Garphyttan namn till sitt nuvarande namn.

## Dotterbolag
- Suzuki-Sumiden Stainless Steel Wire Co., LTD. - Grundades 2007 tillsammans med Sumitomo (SEI) Steel Wire Corporation. NSSG äger 60% av aktierna medan Sumitomo (SEI) Steel Wire äger resterande aktier.
- Ichikawa Seisen Co., LTD
- Muroran Suzuki Co., LTD. - Tillverkare av ståltråd för bärfjäderstillverkning. (Helägt)
- Takahashi Steel Co., LTD. - Handelsbolag för stålprodukter. Delägt med tillsammans med Nittetsu Sumikin Bussan (80% av aktierna) och Nippon Steel & Sumikin SG Wire (20% av aktierna).
- Thai Special Wires Co., LTD. - Majoritetsägare med 51 % av aktierna.
- Suzuki Garphyttan AB - Svensk ståltrådstillverkare sedan 1906. (Helägt)

## Källhänvisningar
1. ↑  ”Arkiverade kopian”. Arkiverad från originalet den 7 november 2018. https://web.archive.org/web/20181107185249/https://www.sgw.nssmc.com/outline/index.html. Läst 7 november 2018.
2. ↑  ”細線・極細線 製品情報：日鉄住金ＳＧ わいや株式会社 - ワイヤの先駆メーカー”. Arkiverad från originalet den 7 november 2018. https://web.archive.org/web/20181107185527/https://www.sgw.nssmc.com/products/narrow.html. Läst 7 november 2018.
3. ↑  NSSG WIRES FOR SPRINGS ばね用鋼線製品カタログ (Företagets produktkatalog, version 15.10-1000)